# Irará
Irará est une municipalité brésilienne de l'État de Bahia et la Microrégion de Feira de Santana.
Irará est la ville natale de Dida, ancien gardien de but Milan et Équipe du Brésil de football.
Irará est la ville natale musicien Tom Zé et de écrivain  Emídio Brasileiro.
Irará est la ville natale d’Antônio Maciel Bonfim le 10 février 1905. Connu sous le pseudonyme de Miranda, il était le secrétaire-général du Parti communiste brésilien lors du soulèvement communiste de 1935 au Brésil.